# 진동만
진동만(陳東萬, 1940년 ~ )은 대한민국의 미술품 감정사이다. 경상남도 합천군 가회면 출신이며 본관은 여양이다.
1953년부터 1956년까지 합천중학교에 재학했으며 1968년에 자신의 친척이 운영하던 골동품 가게에서 골동품 판매 심부름을 시작하면서 고서화 감정 전문가로 활동했다. 1973년부터 2011년까지 서울특별시 종로구 인사동에서 화랑을 운영했다. 1995년부터 KBS 1TV 《TV쇼 진품명품》에 출연하여 고서화 감정위원으로 활동했다.